# Мадан (подокруг)
Мадан (бенг. মদন, англ. Madan) — подокруг на северо-востоке Бангладеш. Входит в состав округа Нетрокона. Образован в 1917 году. Административный центр — город Мадан. Площадь подокруга — 225,85 км². По данным переписи 1991 года численность населения подокруга составляла 117 613 человек. Плотность населения равнялась 521 чел. на 1 км². Уровень грамотности населения составлял 18,7 %. Религиозный состав: мусульмане — 92,31 %, индуисты — 7,36 %, христиане и буддисты — 0,12 %, прочие — 0,21 %.

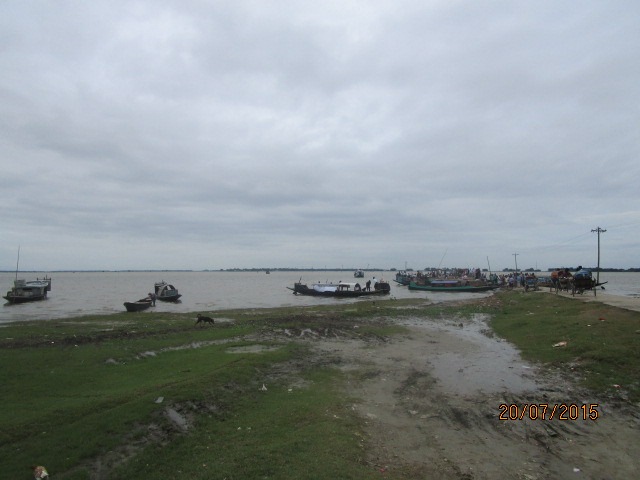
Учитпур-гхат в Мадане
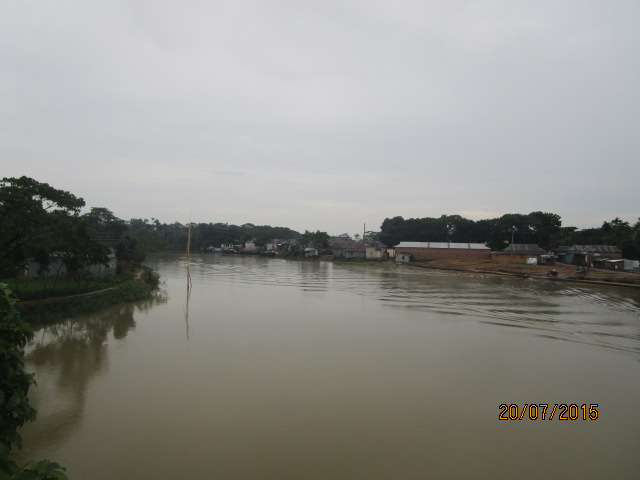
Река Могха с моста в подокруге Мадан